# The Cave (opera)

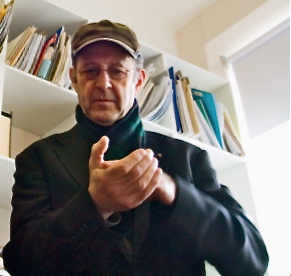
Steve Reich

The Cave ("Grottan") är en opera ("Video Opera") i tre akter med musik av Steve Reich. Texten är skriven av tonsättaren och Beryl Korot på grundval av intervjuer och Bibeltexter. Verket uruppfördes 15 maj 1993 av The Steve Reich Ensemble under musikalisk ledning av Paul Hillier i Wiens Messehalle i samband med Wiener Festwochen.

## Historisk bakgrund
Med The Cave menas Makpelagrottan som är omnämnd i Första Mosebok. Den ligger nära staden Hebron och där begravdes patriarken Abraham och hans hustru Sara, liksom sönerna Isak och Jakob och deras hustrur Rebecka och Lea. Grottan är en av de få platser som är lika vördade av såväl judar som muslimer. Medan judarna härleder sin härstamning från Abraham och Sara via deras barnbarn Jakob, grundar muslimerna sitt stamträd på Abraham via dennes son Ismael, som patriarken avlade med Hagar, Saras tjänstekvinna. I Makpelagrottan lär det enligt gamla religiösa traditioner även ha funnits en ingång till paradiset. Man har inte längre tillträde till grottans inre.
I detta ser Steve Reich en situation som är "både paradoxal och hoppfull". Abraham är för honom "en av de mest radikala och visionära gestalterna", eftersom han förstörde sina fäders gudabilder och genomdrev tron på en enda, allsmäktig och osynlig Gud. Ett tema för såväl muslimer och judar som kristna. I Reichs stycke får alla tre religionerna komma till orda, var och en i en egen akt. Svaren belyser perspektivförskjutningarna i de respektive traditionerna.

## Om verket
Steve Reich eftersträvar inte en modern sångstil med vibrato, utan en sångteknik grundad på nonvibrato för att rösterna skall klinga så naturligt som möjligt, en sångstil som redan användes under medeltiden och som även är vanlig i popmusiken. Paul Hillier, som specialiserat sig på tidig musik, dirigerade därför uruppförandet av The Cave i Wien och originalensemblens senare gästspel vid biennalen i Berlin och Hollandfestivalen, samt även framföranden i Paris, London och New York.
När Steve Reich fick i uppdrag att skriva sitt första musikteaterverk, som skulle framföras vid Wiener Festwochen, tillkännagav han att han helt saknade intresse för traditionell opera. The Cave är på ytan inte det minsta likt den traditionella europeiska operan. Istället för människor som sjunger och agerar på scen, är Reichs opera grundad på videoupptagningar av talande skuggor. Men The Cave är ändå förpliktigad till en idé hos den gamla operan: principen för talröstmelodi. I verket tar Reich fasta på talade satsfragment och språkfraser, som han upprepar instrumentalt och därigenom modellerar deras specifika egenskaper. Däremellan upprepas gång på gång hårt skanderade Bibeltexter, som sjungs live och visas i skrift på en bildskärm.

## Handling
Korot och Reich har intervjuat israeler, palestinier och amerikaner, som ger svar på frågor om den bibliske Abraham, dennes fru Sara och slavinnan Hagar, sönerna Ismael och Isak: ett kalejdoskop av minnen, reflektioner, fördömanden och kvickheter - en framställning av Bibelberättelsen men samtidigt också en bild av den aktuella politiska situationen i Mellanöstern. De intervjuade projiceras på fem bildskärmar i konstfullt rastrerade sekvenser, bestående av statiska och rörliga videobilder. De ackompanjeras live av fyra sångare och 13 instrumentalister: stråkkvartett, träblåsare, slagverkare och keyboardister, som även med hjälp av ett tangentbord framställer rytmiskt knattrande datorarbetare. Texten från Första Mosebok tonas in såväl visuellt som akustiskt, i original och i översättning till tre olika språk.